# Пам'ятник «Бузлуджа»
Пам'ятник «Бузлуджа» (офіційна назва — Дім-пам'ятник Болгарської Комуністичної Партії; болг. Паметник на Бузлуджа) — назва споруди, побудованої під час комуністичного режиму в Болгарії. Місце входить до музею національного парку Шипка-Бузлуджа, який оголошений історико-архітектурним заповідником.
Дім-пам'ятник БКП був споруджений у 1981 році на горі Хаджі Дімітар, більш відомий за старою назвою Бузлуджа (до 1942 р.), на честь Бузлуджанського конгресу, що відбувся на цьому місці у 1891 році. Конгрес був заснований Болгарською соціал-демократичною партією, наступниками якої вважаються Болгарська Комуністична Партія та її наступниця Болгарська Соціалістична Партія. Вершина Бузлуджа та сам пам'ятник — святиня болгарських комуністів до 1989 року.
Поблизу пам'ятника встановлено пам'ятник в повний зріст Димитра Благоєва. Наразі все пограбовано і забуто.

## Будування
Рішення про будівництво будинку-пам'ятника БКП було прийнято Секретаріатом ЦК БКП 11 березня 1971 року.

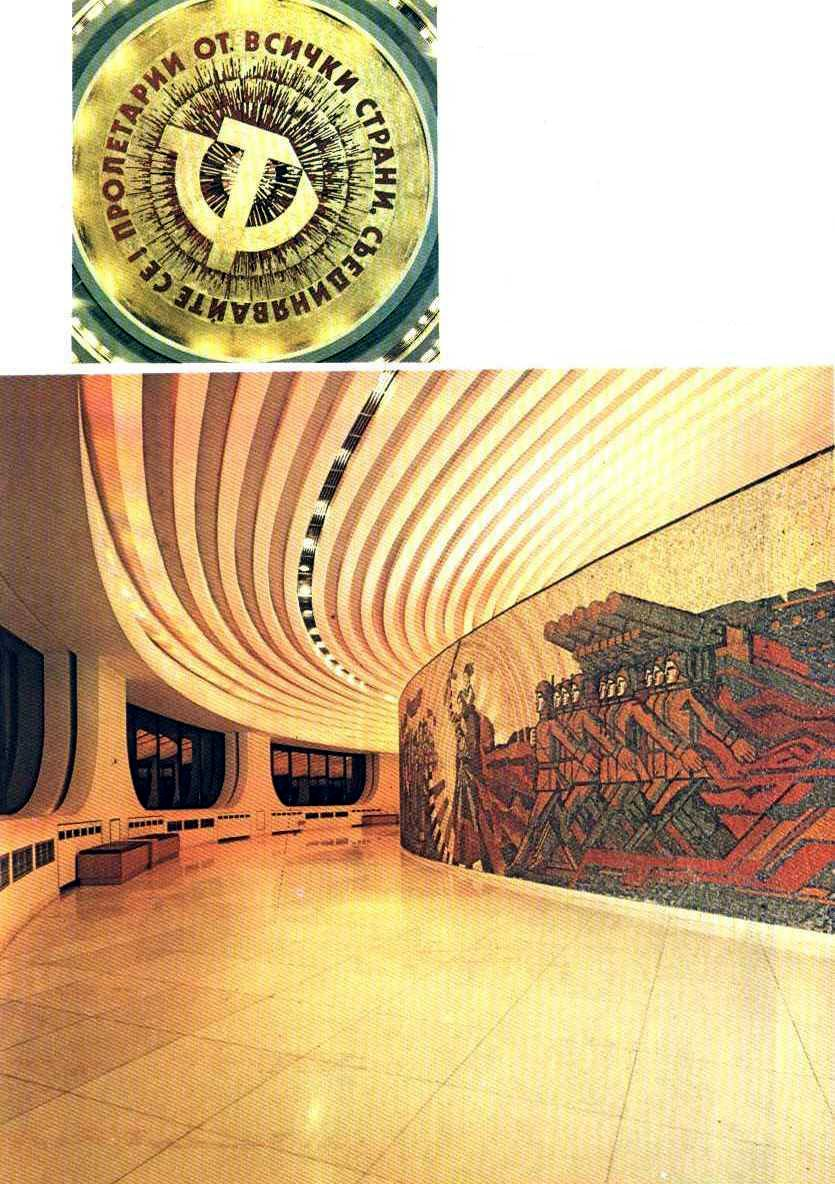
Старі фотографії: мозаїчний серп і молоток на стелі в залі.

У будівництві брали участь будівельні війська та добровольчі бригади, організовані СКМС. Командир старозагорської будівельної дивізії генерал Дельчо Дельчев — начальник грандіозного майданчика.
Пам'ятник був відкритий 23 серпня 1981 року особисто партійним та державним лідером Тодором Живковим.

## Щорічні збори
Щороку в першу неділю серпня (за рідкісними винятками — в кінці липня) Болгарська соціалістична партія організовує партійний збір в районі Історичної галявини, на якому присутні його прихильники. До урочистостей належить молодіжна дискотека напередодні офіційних урочистостей, офіційний мітинг соціалістів зі святковою програмою наступного дня. Мітинг завжди починається з виконання Державного гімну Республіки Болгарія та Інтернаціоналу.